# ماتيوز كوالسكي
ماتيوز كوالسكي (بالبولندية: Mateusz Kowalski)‏ (30 سبتمبر 1986 في بولندا - ) هو لاعب كرة قدم بولندي في مركز الدفاع. شارك مع منتخب بولندا تحت 23 سنة لكرة القدم. أما مع النوادي، فقد لعب مع بياست غليفيتسه وفيسوا كراكوف ونيتشيتشا وKolejarz Stróże ‏ وSandecja Nowy Sącz ‏ وجاربارنيا كراكوف وأورن هورتن ‏ وPolonia Bytom ‏.

## وصلات خارجية
- ماتيوز كوالسكي على موقع قاعدة بيانات كرة القدم.إي يو (الإنجليزية)
- ماتيوز كوالسكي على موقع Soccerway.com (الإنجليزية)